# Nghị viện Florida
Cơ quan lập pháp Florida hay Lập pháp đoàn Florida (tiếng Anh: Florida Legislature) là Nghị viện lập pháp của Tiểu bang Florida, Hoa Kỳ. Nó được tổ chức như một cơ quan lập pháp lưỡng viện bao gồm Thượng viện và Hạ viện. Điều III, Mục 1 của Hiến pháp Florida, được thông qua năm 1968, xác định vai trò của cơ quan lập pháp và cách thức thành lập cơ quan này. Cơ quan lập pháp bao gồm 160 nhà lập pháp tiểu bang (120 ở Hạ nghị sĩ và 40 ở Thượng nghị sĩ). Mục đích chính của cơ quan lập pháp là ban hành các luật mới và sửa đổi hoặc bãi bỏ các luật hiện hành. Nó họp tại Điện Capitol bang Florida ở Tallahassee.
Nghị viện Florida là 1 trong 27 cơ quan lập pháp tiểu bang của Mỹ sử dụng tên gọi là Lập pháp đoàn (State Legislature).